# Лазебников, Николай Селиверстович
Николай Селиверстович Лазебников — советский военный, государственный и политический деятель, генерал-лейтенант.

## Биография
Родился в 1914 году в Могилёве. Член КПСС с 1936 года.
С 1935 года — на военной службе, общественной и политической работе. В 1935—1971 гг. — красноармеец, на штабной работе в Рабоче-Крестьянской Красной Армии, участник освобождения Западной Беларуси и Западной Украины, участник советско-финской войны, участник Великой Отечественной войны, командир роты, командир батальона, начальник штаба гвардейского стрелкового полка на Карельском фронте, начальник штаба, командир 282-го Свердловского стрелкового полка 70-й армии, на штабной и командной работе в Советской Армии. С мая 1959 по май 1960 года — командир 41-й мотострелковой дивизии в 15-й общевойсковой армии Дальневосточного военного округа. Генерал-майор (7.05.1960). Позднее — начальник штаба Туркестанского военного округа. 
Представлялся к званию Героя Советского Союза. 
Умер в 1985 года.